# Vera Vladen
Vera Vladen (Zagreb, 17. ožujka 1921. – Duga Resa, 2. ožujka 2006.), hrvatska slikarica.  

## Životopis
Rođena je 17. ožujka 1921. u Zagrebu. Otac joj je Milan Vladen iz Donjeg Miholjca, a majka Hermina Achleiter, rođena Bečanka, gdje je i upoznala budućeg supruga dok je ovaj tamo boravio na studiju kemije. Živjeli su u Zagrebu od 1918. i imali tri kćeri Zoru, Veru i Nedu. Vera je osnovnu školu završila u Samostanskoj ulici (sadašnja Varšavska) od 1927. do 1931. Gimnaziju – licej – pohađala je četiri godine od 1931. do 1935. na Gornjem gradu u sadašnjoj VI. gimnaziji. Potom je od 1935. do 1939. pohađala trgovačku akademiju, gdje je i maturirala.
Po završetku mature se zaposlila u talijansko-hrvatskoj banci u Preobraženskoj ulici (preko puta Pravoslavne crkve). u kojoj je radila godinu dana. U međuvremenu se razbolila, pa je morala poći u bolnicu u Klenovnik. Liječenje je trajalo četiri mjeseca, a oporavak godinu dana.
Nakon oporavka se zaposlila i radila u banci u Jurišićevoj ulici na uglu s Palmotićevom (Wienerbankverein). Tamo joj je bilo strašno, kako veli, jer nije voljela onaj posao. Poslije godine dana rada, morala je opet prekinuti posao zbog bolesti. Tako je provela godinu dana na liječenju u bolnici od 1942. do 1943. godine, a od 1943. do 1946. bila na oporavku. Od 1947. do 1951. studirala je na Akademiji likovnih umjetnosti u Zagrebu, na kojoj je i diplomirala. Trebala je ići još dvije godine na specijalizaciju, ali ju je omelo slabo zdravlje. Živjela je i djelovala samozatajno i daleko od očiju javnosti u Zagrebu. Umrla je 2. ožujka 2006. u bolnici produženog liječenja u Dugoj Resi, a pokopana je u obiteljskoj grobnici na Mirogoju.